# A71-es autópálya (Németország)
Az A71-es autópálya (németül: Bundesautobahn 71) egy autópálya Németországban. Hossza 220 km.